# 圣母圣衣圣殿 (圣保罗)
圣母圣衣圣殿（葡萄牙語：Basílica de Nossa Senhora do Carmo）是一座罗马天主教宗座圣殿，位于巴西南部大城圣保罗市。该堂建于1934年，供奉嘉模圣母（Our Lady of Mount Carmel）。1950年，该堂升格为宗座圣殿。